# Nwanneka Okwelogu
Nwanneka Mariauchenna "Nikki" Okwelogu (sinh ngày 05 tháng 5 năm 1995) là một người Nigeria điền kinh vận động viên người cạnh tranh trong bắn đặt và dĩa ném các sự kiện. Cô từng là vận động viên giành huy chương vàng năm 2016 tại Giải vô địch châu Phi về điền kinh. Lớn lên ở Hoa Kỳ, cô đã lập kỷ lục Ivy League trong các cú ném khi còn ở Đại học Harvard.

## Sự nghiệp
Sinh ra ở Lagos, cô lớn lên ở Fresno, California và học tại trường trung học Clovis West. Tham gia bắn và ném đĩa ở trường, cô tiếp tục theo học Đại học Harvard từ năm 2013 và thi đấu cho đội theo dõi Harvard Crimson của họ. Trong năm đầu tiên, cô đã phá vỡ kỷ lục Ivy League trong vũ trường với tỷ lệ ném 53.31 m (174 ft 103⁄4 in) và thiết lập một kỷ lục schoold trong ảnh chụp ở 16.05 m (52 ft 73⁄4 in). Nonny, em gái của cô cũng trở thành một tay ném của Ivy League, tham dự Princeton.
Mùa giải 2014 chứng kiến thành công quốc gia đầu tiên của cô với một cú sút đưa chiến thắng tại Giải vô địch điền kinh Nigeria. Cô ấy đã ra mắt quốc tế năm đó. Tại Giải vô địch thiếu niên thế giới năm 2014 về điền kinh, cô đã thi đấu ở cả nội dung bắn và dĩa và là một tay súng vào chung kết. Huy chương đầu tiên của cô đã theo ngay sau đó tại Giải vô địch châu Phi năm 2014 về điền kinh, nơi cô đứng thứ tư trong loạt bắn nhưng thoải mái giành huy chương bạc sau Chinwe Okoro. Năm 19 tuổi, cô là người trẻ nhất tham gia vào các cuộc thi đó. Cô cũng đã tham dự Đại hội Thể thao Khối thịnh vượng chung 2014 vào mùa hè năm đó, kết thúc vào thứ chín.
Cô ấy đã cải thiện tốt nhất của mình trong mùa giải 2015, thêm một mét vào cú đánh của cô ấy với một cú ném 17.32 m (56 ft 93⁄4 in) và có một đĩa tốt nhất là 53.31 m (174 ft 103⁄4 in). Cú sút tốt nhất của cô là kỷ lục của Ivy League. Cô đã đứng thứ sáu tại Giải vô địch điền kinh và điền kinh khu vực NCAA Division I năm 2015. Năm tiếp theo, cô đạt được bục đại học đầu tiên với vị trí thứ ba trong loạt bắn tại Giải vô địch trong nhà NCAA 2016. Cô cũng là một người vào chung kết NCAA ngoài trời, mất thứ tám.
Okwelogu đã khẳng định mình trong số những tay ném giỏi nhất châu Phi tại Giải vô địch châu Phi năm 2016 về điền kinh bằng cách giành huy chương vàng cá dĩa trong một kỷ lục cá nhân 56.75 m (186 ft 21⁄4 in), điều này đã giúp Nigeria giành được huy chương cùng với nhà vô địch năm 2014 Okoro và Chioma Onyekwere. Cô cũng tuyên bố cú bắn đưa huy chương bạc phía sau Auriol Dongmo của Cameroon.

## Giải đấu quốc tế
| Năm  | Giải đấu                   | Địa điểm               | Thứ hạng | Nội dung     | Chú thích |
| ---- | -------------------------- | ---------------------- | -------- | ------------ | --------- |
| 2014 | World Junior Championships | Eugene, United States  | 11th     | Shot put     | 14.77 m   |
| 2014 | World Junior Championships | Eugene, United States  | 6th (q)  | Discus throw | 49.07 m   |
| 2014 | Commonwealth Games         | New Delhi, India       | 9th      | Shot put     | 15.13 m   |
| 2014 | African Championships      | Marrakech, Morocco     | 4th      | Shot put     | 15.14 m   |
| 2014 | African Championships      | Marrakech, Morocco     | 2nd      | Discus throw | 51.66 m   |
| 2016 | African Championships      | Durban, South Africa   | 2nd      | Shot put     | 17.07 m   |
| 2016 | African Championships      | Durban, South Africa   | 1st      | Discus throw | 56.75 m   |
| 2016 | Olympic Games              | Rio de Janeiro, Brazil | 29th (q) | Shot put     | 16.67 m   |

## Danh hiệu quốc gia
- Giải vô địch điền kinh Nigeria
  - Đẩy tạ: 2014